# بارفلر
بارفلر (به فرانسوی: Barfleur) یک کمون در فرانسه است که در Canton of Quettehou واقع شده‌است.

## خصوصیات
بارفلر ۰٫۶ کیلومترمربع مساحت و ۶۴۸ نفر جمعیت دارد و ۴ متر بالاتر از سطح دریا واقع شده‌است.